# Hermann Karsten (botanik)
Hermann Karsten, także Karl Hermann Gustav Karsten i Gustav Karl Wilhelm Hermann Karsten (ur. 6 listopada 1817 w Stralsundzie, zm. 10 lipca 1908 w Sopocie) – niemiecki botanik, mykolog i geolog.
Pochodził z rodziny, w której było wielu uczonych. M.in. był wnukiem naukowca rolnictwa Lorenza Karstena, kuzynem mineraloga o tym samym nazwisku Hermanna Karstena (1809–1877) i fizyka Gustava Karstena (1820–1900). Początkowo praktykował jako aptekarz, potem studiował nauki przyrodnicze w Rostocku i medycynę w Berlinie. W latach 1843–1847 i ponownie 1848–1856 podróżował po Ameryce Południowej, gdzie przebywał w Wenezueli, Nowej Granadzie, Ekwadorze i Kolumbii. W latach 1856–1868 pracował jako profesor w Instytucie Badań Rolniczych w Berlinie, w latach 1868–1872 jako profesor fizjologii roślin na Uniwersytecie Wiedeńskim, gdzie założył laboratorium. Od 1872 r. był prywatnym stypendystą w Bazylei i Berlinie, w którym utworzył laboratorium fizjologii roślin.
Hermann Karsten był dwukrotnie żonaty. Z trójki jego dzieci tylko jedna córka przeżyła więcej niż 10 lat.
Jest autorem wielu prac naukowych. W 1844 r. został członkiem Niemieckiej Akademii Przyrodników Leopoldina.
Przy nazwach naukowych utworzonych przez niego taksonów standardowo dodawany jest skrót jego nazwiska H. Karst. (zobacz: lista skrótów nazwisk botaników i mykologów).